# Marcos Tricallotis
Marcos Antonio Tricallotis Campaña (La Serena, 30 de junio de 1974) es un médico veterinario, consultor e investigador especializado en política ambiental. Integró el Partido Republicano entre los años 2019 y 2024, al cual representó en la Región de Valparaíso en el cargo de consejero regional.

## Biografía
Marcos Tricallotis es hijo de Manuel Tricallotis Gallardo, artista y pintor radicado en Ecuador, y de Elena Campaña Guerrero, profesora de música.
Ingresó a estudiar medicina veterinaria el año 1994 en la Universidad de Chile, finalizando sus estudios en 1999 y graduándose en 2001, con distinción máxima, tras finalizar su tesis de pregrado sobre los indicadores de salud y seguridad ocupacional en el médico veterinario chileno.

## Carrera académica y profesional
En 2002, , realizó en la Universidad de Santiago de Chile una maestría en gestión y ordenamiento medioambiental, el cual finalizó en 2004 y del que se graduó en 2007, también con distinción máxima.[cita requerida] En 2011 comenzó a estudiar en la The Australian National University, donde culminó sus estudios en 2015, obteniendo un doctorado en gestión de medioambiente y recursos naturales.
Sus investigaciones se han centrado en la evaluación de los efectos en la sustentabilidad ambiental, social y económica de diversos instrumentos de política en los territorios, publicando artículos científicos en revistas especializadas y de prestigio internacional.
En el área de consultoría trabajó en proyectos en sustentabilidad, innovación y desarrollo organizacional, apoyando pequeñas y medianas empresas relacionadas con la pesca y sector forestal en el sur de Chile. Como docente, enseñó normativa ambiental y producción industrial limpia en las sedes de Inacap en Iquique y Puerto Montt, entre los años 2003 y 2007.
También ha sido expositor en charlas y conferencias para promover la importancia del ambientalismo de mercado en la protección y conservación del medio ambiente. Ha escrito sobre sistemas de gobernanza forestal sustentable y sobre los sistemas de certificación forestal en la industria chilena.
Sus investigaciones académicas también se han plasmado en columnas de divulgación en la prensa regional, siendo un regular columnista en El Mercurio de Valparaíso, abordando temáticas como energía nuclear, cierre de industria estratégica, el potencial del hidrógeno verde, y bienestar animal, entre otros temas.
Adicionalmente, desde el año 2023 ha participado como coconductor del programa de ciencia, tecnología y sostenibilidad “Futuros Posibles 2050” en radio UCV 103.5 FM. También fue columnista para el Mercurio de Valparaíso entre los años 2022 y 2023 desarrollando artículos en ciencia y sostenibilidad con implicancias políticas

## Carrera política

### Activista de postgrado
El año 2011 comenzó a estudiar un doctorado en Australia, y el año siguiente se convirtió en delegado de Becarios con Familia en Australia, para denunciar y visibilizar las problemáticas de los estudiantes becados en el extranjeros y el alto coste de la vida que deben enfrentar estando fuera de Chile. Una de las mayores problemáticas aquejaba a los estudiantes becados que viajaron a Australia con sus familias, ya que la cobertura educativa a los hijos de éstos fue precaria, aumentando el nivel de gastos y de endeudamiento de las familias.

### Dirigente político
El año 2019 pasa a engrosar las filas del recién formado Partido Republicano (PRCh), colaborando principalmente en Quilpué, en la gestión de apoderados de mesa para el plebiscito de entrada de la opción rechazo en 2020, así como en la elección de convencionales constituyentes para el partido republicano en mayo de 2021. En septiembre de 2021 es elegido presidente del partido republicano en la comuna de Quilpué, para el período 2021 a 2023, siendo reelegido para el período 2023 a 2025, el cual no completó, pues renunció antes a dicho partido.
En septiembre de 2021 también fue ratificado como candidato a disputar el cupo de Consejero Regional en la circunscripción de Marga Marga, que integra las comunas de Limache, Quilpué, Olmué y Villa Alemana. Marcos Tricallotis ganó la elección, siendo electo para desempeñar el cargo desde marzo de 2022 hasta marzo de 2025.

### Consejero Regional
Actualmente integra la bancada Core de Chile Unido junto a, Iván Soto Munizaga, del Partido Republicano; y a Paola Zamorano y Christian Macaya Abarca, ambos de Renovación Nacional (RN). Además, es vicepresidente de las comisiones de Medio Ambiente, Patrimonio Natural y Cambio Climático; y de Ciencias y Tecnología. En abril de 2022, a un mes de haber asumido el cargo, fue convocado junto a otros cores por el alcalde Daniel Morales para debatir y estudiar proyectos para la comuna de Limache.
En octubre de 2022, fue noticia el hecho que los consejeros republicanos iniciaron conversaciones con los cores de Renovación Nacional para conformar una bancada  al interior del Consejo Regional, la cual fue llamada Chile Unido. Esto contrario al acontecer nacional, en el que las autoridades republicanas no conforman bancadas con el bloque de Chile Vamos. El core Marcos Tricallotis lideró este hecho junto a su par Iván Soto y los consejeros regionales de RN Paola Zamorano y Christian Macaya.
Una de las primeras críticas de la bancada Chile Unido fue el hecho que los proyectos presentados desde el Gobierno Regional, no contenían suficientes iniciativas ligadas a la seguridad. Tricallotis fue una de las voces críticas que pidió mayor inversión en seguridad. En noviembre, Marcos Tricallotis visitó el Hospital Santo Tomás de Limache para ver el estado del edificio tras hacerse viral las condiciones del mismo, finalizando su visita con un llamado a agilizar la llegada de recurso y las reparaciones que necesitaba el centro médico.
En el ejercicio de su gestión, realizó duras críticas a la administración del Gore Rodrigo Mundaca, especialmente en materia presupuestaria como en la compra de terrenos para desarrollar soluciones habitacionales, así como en decisiones que podrían perpetuar la crisis hídrica. Sobre este mismo asunto escribió para El Mercurio de Valparaíso. En otras materias de políticas públicas, abordó también la planificación urbana, descentralización, seguridad, y respuesta ante desastres, entre otros puntos.

### Salida del Partido Republicano
A principios y mediados de 2024 el consejero regional fue parte de una controversia al interior de su partido, en el debate para definir el candidato a gobernador en la región de Valparaíso. 
Inicialmente, dirigentes locales del Partido Republicano (PRCh) propusieron a Marcos Tricallotis como candidato a Gobernador Regional por Valparaíso, entre ellos su colega en el consejo regional Iván Soto.  Pero finalmente, el Partido Republicano propuso como candidato a Francesco Venezian, al cual Tricallotis decidió no apoyar, extendiendo su respaldo al candidato Manuel Millones.  
En agosto de ese mismo año, el PRCh determinó que tanto Tricallotis como Iván Soto no serían las cartas del partido para la nueva elección de coresdel próximo período. Lo anterior por instrucción del presidente del partido republicano Arturo Squella Ovalle. Ambos consejeros acusaron que la medida fue una represalia por haber apoyado a Manuel Millones como candidato a Gobernador, en vez del candidato de su sector.
Tanto Marcos Tricallotis como Iván Soto no solo apoyaron la candidatura de Manuel Millones para gobernador regional, sino que también la de Juan Marcelo Valenzuela como alcalde de Valparaíso.
Marcos Tricallotis renunció al Partido Republicano, acusando falta de democracia de interna, nula libertad de opinión, entre otras duras críticas al sector. Finalmente, decidió sumarse a Renovación Nacional.

## Historia electoral

### Elecciones de consejeros regionales de 2021
Elecciones de consejeros regionales de la circunscripción electoral de Marga Marga de la región de Valparaíso de 2021
| Candidato                      | Pacto                         | Partido | Votos  | %     | Resultados         |
| ------------------------------ | ----------------------------- | ------- | ------ | ----- | ------------------ |
| Sebastián Farfán Salinas       | Frente Amplio                 | CS      | 14.704 | 11,15 | Consejero Regional |
| Sebastián Balbontín Bustamante | Frente Amplio                 | RD      | 9.589  | 7,27  | Consejero Regional |
| Christian Cárdenas Silva       | Democracia Ciudadana          | PDC     | 8.027  | 6,09  |                    |
| Percy Marin Vera               | Chile Vamos                   | RN      | 7.013  | 5,32  | Consejero Regional |
| María Herrera Silva            | Chile Vamos                   | RN      | 6.850  | 5,20  |                    |
| Emmanuel Olfos Vargas          | Chile Vamos                   | UDI     | 6.498  | 4,93  |                    |
| Marcos Tricallotis Campaña     | Republicanos e Independientes | PLR     | 5.719  | 4,34  | Consejero Regional |